# Кантабрана
Кантабрана (ісп. Cantabrana) — муніципалітет в Іспанії, у складі автономної спільноти Кастилія-і-Леон, у провінції Бургос. Населення — 29 осіб (2010).
Муніципалітет розташований на відстані близько 310 км на північ від Мадрида, 100 км на північ від Бургоса.

## Демографія
Динаміка населення (INE ):